# Evan McGrath
Evan McGrath (ur. 14 stycznia 1986 w Oakville, Ontario) – kanadyjski hokeista pochodzenia polskiego.

## Życie prywatne
Jego dziadkowie pochodzą z Polski, dzięki temu Evan McGrath od 2012 posiada polski paszport. Jego żoną została Maddison, a teściem hokeista Doug Gilmour (od 2013 Evan McGrath w klubie Frölunda grał z numerem 93 tak jak w przeszłości Gilmour).

## Kariera
- Oakville Blades (2001–2002)
- Kitchener Rangers (2002–2006)
- Toledo Storm (2006)
- Grand Rapids Griffins (2006–2010)
- Syracuse Crunch (2010)
- VIK Västerås (2010–2011)
- IK Oskarshamn (2011–2013)
- Frölunda (2013–2014)
- VIK Västerås (2014)
- IK Oskarshamn (2014–2015)
- Hockey Thurgau (2015–2016)
- HC Davos (2016)
- EC VSV (2016–2017)
- Adler Mannheim (2017)
- Kassel Huskies (2017–2018)
- Sheffield Steelers (2018–2019)
- Brantford Blast (2019–)

Wychowanek klubu w rodzinnym mieście Oakville. Przez cztery lata grał kanadyjskiej lidze juniorskiej OHL w ramach CHL w zespole Kitchener Rangers (draftowany do OHL z numerem 12). W międzyczasie w drafcie NHL z 2004 został wybrany przez Detroit Red Wings, a w barwach reprezentacji Kanady uczestniczył w turnieju mistrzostw świata juniorów do lat 18 w 2004. Od 2006 krótko grał w lidze ECHL, a potem przez cztery lata w rozgrywkach AHL, głównie w drużynie Grand Rapids Griffins. W lipcu 2009 przedłużył obowiązujący go kontrakt z Detroit Red Wings, lecz nie zadebiutował w jego barwach w lidze NHL. We wrześniu 2010 wyjechał do Europy i został zawodnikiem szwedzkiego klubu VIK Västerås HK w drugoligowych rozgrywkach Allsvenskan (hokej na lodzie). Po roku, w maju 2011 przeniósł się do IK Oskarshamn w tej samej lidze i grał tam przez dwa sezony (w lutym 2012 przedłużył umowę). Pod udanym sezonie 2012/2013 (był najskuteczniejszym zawodnikiem ligi w rundzie zasadniczej), w kwietniu 2013 został zawodnikiem klubu Frölunda w najwyższych szwedzkich rozgrywkach SHL, związany dwuletnim kontraktem. Po rozegraniu sporej części sezonu SHL (2013/2014), pod koniec lutego 2014 został ponownie zawodnikiem VIK Västerås i pozostawał nim do października 2014. Wówczas ponownie został graczem IK Oskarshamn. Od lipca 2015 zawodnik szwajcarskiego klubu HC Thurgau w lidze National League B (otrzymał numer na koszulce 19). W fazie play-off sezonu National League A (2015/2016) został zawodnikiem HC Davos. Jego kontrakt z HC Thurgau został rozwiązany w kwietniu 2016. Od kwietnia 2016 zawodnik austriackiego klubu EC VSV. Od do początku września 2017 był zawodnikiem niemieckiego klubu Adler Mannheim, występując w jego barwach w rozgrywkach Hokejowej Ligi Mistrzów 2017/2018. Od września 2017 zawodnik Kassel Huskies w rozgrywkach DEL2. W czerwcu 2018 podpisał kontrakt z angielskim klubem Sheffield Steelers. W połowie 2019 ogłoszono zakończenie przez niego kariery zawodniczej. W listopadzie 2019 został zawodnikiem Brantford Blast w rozgrywkach Allan Cup Hockey.

## Sukcesy
Klubowe
- Hamilton Spectator Trophy: 2003 z Kitchener Rangers
- Holody Trophy: 2003 z Kitchener Rangers
- Wayne Gretzky Trophy: 2003 z Kitchener Rangers
- J. Ross Robertson Cup – mistrzostwo OHL: 2003 z Kitchener Rangers
- Memorial Cup – mistrzostwo CHL: 2003 z Kitchener Rangers

Indywidualne
- Sezon CHL 2003/2004:
  - CHL Top Prospects Game
- Sezon OHL 2004/2005:
  - Skład gwiazd
- Sezon OHL 2005/2006:
  - Piąte miejsce w klasyfikacji kanadyjskiej w sezonie zasadniczym: 114 punktów
  - Piąte miejsce w klasyfikacji asystentów w sezonie zasadniczym: 77 asyst
  - Skład gwiazd
- Sezon Allsvenskan 2012/2013:
  - Pierwsze miejsce w klasyfikacji kanadyjskiej w sezonie zasadniczym: 50 punktów[28]
  - Piąte miejsce w klasyfikacji strzelców w sezonie zasadniczym: 22 gole[29]